# Nhơn Phúc
Nhơn Phúc là một xã thuộc thị xã An Nhơn, tỉnh Bình Định, Việt Nam.

## Địa lý
Xã Nhơn Phúc nằm ở phía tây thị xã An Nhơn, có vị trí địa lý:
- Phía đông giáp xã Nhơn Khánh
- Phía tây giáp huyện Tây Sơn
- Phía nam giáp xã Nhơn Lộc và huyện Tây Sơn
- Phía bắc giáp xã Nhơn Mỹ và huyện Tây Sơn.

Xã Nhơn Phúc có diện tích 10,23 km², dân số năm 1999 là 11.386 người, mật độ dân số đạt 1.113 người/km².

## Hành chính
Xã Nhơn Phúc được chia thành 8 thôn: An Thái, Hòa Mỹ, Mỹ Thạnh, Nhơn Nghĩa Đông, Nhơn Nghĩa Tây, Phụ Ngọc, Thái Thuận, Thắng Công.